# Teorema de las unidades de Dirichlet
En matemáticas, el teorema de las unidades de Dirichlet es un resultado básico en teoría de números algebraicos formalizado por el matemático alemán a Peter Gustav Lejeune Dirichlet. Determina el rango del grupo de unidades en el anillo OK de los números enteros algebraicos de un cuerpo numérico K. El regulador es un número real positivo que determina la densidad de las unidades.

## Enunciado
El teorema afirma que el grupo de unidades se genera de forma finita y tiene rango (número máximo de elementos multiplicativamente independientes) igual a:
r = r1 + r2 − 1
donde r1 es el número de incrustaciones reales y r2 el número de pares conjugados de incrustaciones complejas de K. Esta caracterización de r1 y r2 se basa en la idea de que habrá tantas formas de incrustar K en el campo de los números complejos como el grado n = [K : ℚ]; estos estarán en los números reales, o serán pares de incrustaciones relacionadas por sus conjugados, de modo que
n = r1 + 2r2.
Se debe tener en cuenta que si K es galoisiano sobre ℚ, entonces r1 = 0 o r2 = 0.
Otras formas de determinar r1 y r2 son
- Usando el teorema del elemento primitivo para explicitar que K = ℚ(α), y entonces r1 es el número de conjugados de α que son reales, y 2r2 es el número de los que son complejos; en otras palabras, si f es el polinomio mínimo de α sobre ℚ, entonces r1 es el número de raíces reales y 2r2 es el número de raíces complejas no reales de f (que vienen en pares conjugados complejos);
- Partiendo del producto tensorial K ⊗ℚ ℝ como un producto de cuerpos, habiendo r1 copias de ℝ y r2 copias de ℂ.

Por ejemplo, si K es un cuerpo cuadrático, el rango es 1 si es un campo cuadrático real y 0 si es un campo cuadrático imaginario. La teoría de los campos cuadráticos reales es esencialmente la teoría de la ecuación de Pell.
El rango es positivo para todos los campos numéricos además de ℚ y los campos cuadráticos imaginarios, que tienen rango 0. El tamaño de las unidades se mide en general mediante un determinante denominado regulador. En principio, la base de las unidades puede calcularse de forma eficiente; aunque en la práctica los cálculos son bastante complicados cuando n es grande.
La torsión en el grupo de unidades es el conjunto de todas las raíces de la unidad de K, que forman un grupo cíclico finito. Para un campo numérico con al menos una incrustación real, la torsión debe ser solo {1,−1}. Hay campos numéricos, por ejemplo, la mayoría de los cuerpos cuadráticos imaginarios, que no tienen incrustaciones reales, también poseen {1,−1} para la torsión de su grupo de unidades.
Los campos totalmente reales son especiales con respecto a las unidades. Si L/K es una extensión finita de campos numéricos con grado mayor que 1 y los grupos de unidades para los números enteros de L y K tienen el mismo rango, entonces K es totalmente real y L es una extensión cuadrática totalmente compleja. Lo contrario también se mantiene (un ejemplo es K igual a los racionales y L igual a un campo cuadrático imaginario; ambos tienen rango de unidad 0).
El teorema no solo se aplica al orden máximo OK sino a cualquier orden O ⊂ OK.
Existe una generalización del teorema de la unidad por Helmut Hasse (y más tarde por Claude Chevalley) para describir la estructura del grupo de unidades S, determinando el rango del grupo unitario en localizaciones de anillos de números enteros. Además, se ha determinado la estructura del módulo de Galois de ℚ ⊕ OK,S ⊗ℤ ℚ.

## Regulador
Supóngase que K es un campo numérico y {\displaystyle u_{1},\dots ,u_{r}} son un conjunto de generadores para el grupo unitario de K raíces módulo de la unidad. Habrá r + 1 lugares arquimedianos de K, ya sean reales o complejos. Para {\displaystyle u\in K}, se escribe {\displaystyle u^{(1)},\dots ,u^{(r+1)}} para las diferentes incrustaciones en ℝ o ℂ y se establece Nj en 1 o 2 si la incrustación correspondiente es real o compleja, respectivamente. Entonces, la matriz r × (r + 1){\displaystyle \left(N_{j}\log \left|u_{i}^{(j)}\right|\right)_{i=1,\dots ,r,\;j=1,\dots ,r+1}} tiene la propiedad de que la suma de cualquier fila es cero (porque todas las unidades tienen la norma 1 y el logaritmo de la norma es la suma de las entradas en una fila). Esto implica que el valor absoluto R del determinante de la submatriz formado al eliminar una columna es independiente de la columna. El número R se denomina regulador del campo numérico algebraico (no depende de la elección de los generadores ui). Mide la densidad de las unidades: si el regulador es pequeño, significa que hay muchas unidades.
El regulador tiene la siguiente interpretación geométrica. La aplicación que relaciona una unidad u al vector con entradas {\displaystyle N_{j}\log \left|u^{(j)}\right|} tiene una imagen en el subespacio dimensional r de ℝr + 1 que consta de todos los vectores cuyas entradas tienen una suma 0 y, según el teorema de la unidad de Dirichlet, la imagen es una red en este subespacio. El volumen de un dominio fundamental de esta red es R√r + 1.
El regulador de un campo numérico algebraico de grado superior a 2 suele ser bastante complicado de calcular, aunque ahora existen paquetes de álgebra informática que pueden hacerlo en muchos casos. Por lo general, es mucho más fácil calcular el producto hR del número de clase h y el regulador usando la fórmula del número de clase, y la principal dificultad para calcular el número de clase de un campo numérico algebraico suele ser el cálculo del regulador.

### Ejemplos

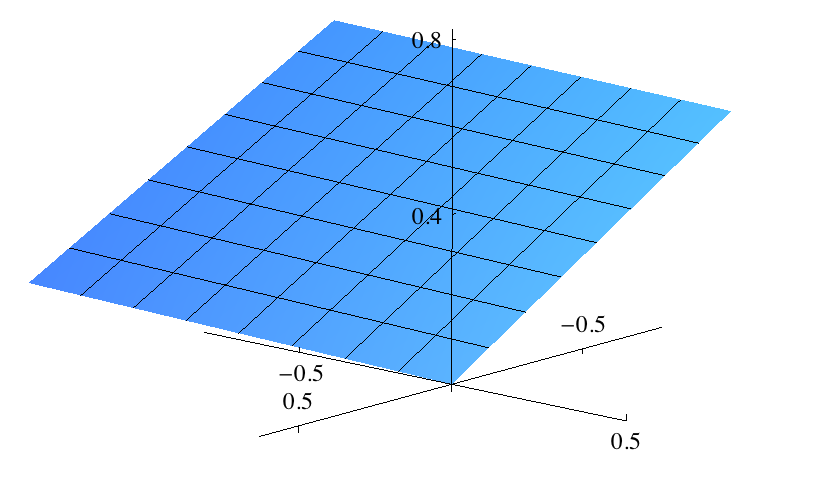
Un dominio fundamental en el espacio logarítmico del grupo de unidades del campo cúbico cíclico K obtenido al unir a ℚ una raíz de f(x) = x^{3} + x^{2} − 2x − 1. Si α denota una raíz de f(x), entonces un conjunto de unidades fundamentales es {ε_{1}, ε_{2}}, donde ε_{1} = α^{2} + α − 1 y ε_{2} = 2 − α^{2}. El área del dominio fundamental es aproximadamente 0,910114, por lo que el regulador de K es aproximadamente 0,525455.

- El regulador de un cuerpo cuadrático, o de los enteros racionales, es 1 (ya que el determinante de una matriz 0 × 0 es 1).
- El regulador de un cuerpo cuadrático es el logaritmo de su unidad fundamental: por ejemplo, el de

ℚ(√5) es log √5 + 12.
Esto se puede ver de la siguiente manera. Una unidad fundamental es √5 + 12, y sus imágenes según las dos incrustaciones en ℝ son √5 + 12 y −√5 + 12. Entonces, la matriz r × (r + 1) es
{\displaystyle \left[1\times \log \left|{\frac {{\sqrt {5}}+1}{2}}\right|,\quad 1\times \log \left|{\frac {-{\sqrt {5}}+1}{2}}\right|\ \right].}
- El regulador de un cuerpo cúbico cíclico ℚ(α), donde α es una raíz de x3 + x2 − 2x − 1, es aproximadamente 0.5255. Una base del grupo de unidades modulares raíces de la unidad es {ε1, ε2} donde ε1 = α2 + α − 1 y ε2 = 2 − α2.[4]

## Reguladores superiores
Un regulador superior se refiere a la construcción de una función en un K-grupo algebraico con índice n > 1 que desempeña el mismo papel que el regulador clásico para el grupo de unidades, que es un grupo K1. Se ha estado desarrollando una teoría de tales reguladores, con el trabajo de Armand Borel y otros. Tales reguladores superiores juegan un papel, por ejemplo, en las conjeturas de Beilinson, y se espera que intervengan en las evaluaciones de ciertas funciones L en valores enteros del argumento. Véase también regulador de Beilinson.

## Regulador de Stark
La formulación de las conjeturas de Stark llevó a Harold Stark a definir lo que ahora se llama el regulador de Stark, similar al regulador clásico como determinante de logaritmos de unidades, adjunto a cualquier representación de Artin.

## Reguladorp-ádico
Sea K un cuerpo de números algebraicos y para cada primo P de K por encima de algún primo racional fijo p, se denomina UP a las unidades locales en P; y sea U1,P el subgrupo de unidades principales en UP. Estableciendo que
{\displaystyle U_{1}=\prod _{P|p}U_{1,P}.}
Entonces, se denomina E1 al conjunto de unidades globales ε que se asignan a U1 a través de la incrustación diagonal de las unidades globales en E.
Dado que E1 es un subgrupo de índice finito de las unidades globales, es un grupo abeliano de rango r1 + r2 − 1. El regulador p-ádico es el determinante de la matriz formada por los logaritmos p-ádicos de los generadores de este grupo. La conjetura de Leopoldt establece que este determinante es distinto de cero.